# Opinel
Opinél (Опине́ль) — французская фирма-производитель ножей, столовых приборов и садовых инструментов. Получила всемирную известность, благодаря производству складных ножей.

## История
В 1890 году в семейной кузнице в малой деревушке Альбеле-Вье близ Сан-Жанде-Моринне в Савойе Жозе́фом Опине́лем был создан первый складной нож Opinel. В 1897 году была создана серия из 12 ножей. В 1900 году в Понт де Жевудаз (Pont de Gévoudaz) Жозеф Опинель основал свой первый завод по производству ножей. В 1909 году на ножах появилось фирменное клеймо с коронованной благословляющей рукой. В 1911 году Opinel  получил золотую медаль на международной выставке «Альпайн» в Турине. В 1914 году началось серийное производство ножей. В 1915 году завод был перемещён в Шамбери́. В 1927 году завод был заново открыт после крупного пожара. В 1930 году завод был переведён на машинное производство. В 1939 году были сняты с производства складные ножи № 1 и 11. К началу Второй мировой войны было продано уже более 20 миллионов таких ножей. В 1955 году на ножах появился замок (фр. Virobloc). В 1973 году завод перешёл на автоматизированное производство. В 2000 году ножевой замок был модифицирован. Теперь он фиксирует клинок как в открытом, так и закрытом положениях. Сейчас компания принадлежит уже третьему поколению семьи Опинель.

## Характеристики складных ножей

### Общие особенности
Opinel производит складные ножи нескольких видов: традиционный нож, филейный для разделки рыбы, кухонные ножи, садовые ножи. Традиционный Opinel выпускают в 11 размерах, от № 2 до 10 и 12, 13. Исходным размером серии является № 8 (это и есть тот нож, что был создан в 1890 году). Номера 2—5 выпускают для тонких работ и в качестве брелоков. Номера 6—12 — основная часть серии. № 13 «Гигант» (Le Géant) как демонстрация мощи модели ножа. Филейные ножи выпускают под номерами: 8, 10, 12, 15.

### Характеристики рукояти

#### Материал
Opinel выпускают с рукоятями из различных материалов. Традиционным и наиболее часто применяемым является древесина. Рукоять классического складного ножа изготавливают из бука или палисандрового дерева. Кроме того, для небольшого количества ножей могут использовать более ценные породы дерева (самшит, олива, бубинга, дуб).
Товарную линейку ножей Animalia выпускают с нанесёнными изображениями животных на рукоятях. Такие ножи делают небольшими партиями и являются предметами коллекционирования.
Коллекционные экземпляры так же изготавливали с рукоятями из алюминия. В филейных ножах может быть использован рог. Начиная с 2012 года Opinel стала использовать в производстве рукоятей пластик. Первой стала модель №8 Outdoor .

### Характеристики клинка

#### Материал
Большую часть продукции Opinel (включая складные ножи) выпускают из нержавеющей стали Sandvik 12C27. Все такие ножи помечают надписью «inox» на клинке. Исключением является серия традиционных ножей, изготовляемых из высокоуглеродистой стали. Последние имеют на клинке пометку «carbone».

#### Форма
Форма клинков складных ножей Opinel зависит от их назначения. Традиционные ножи предполагают широкую сферу применения. Поэтому там используют широкое полотно клинка с остриём в верхней точке и небольшим скосом по обуху. (фр. Yatagan, англ. Clip-point). Филейные ножи предназначают для потрошения рыбы. Поэтому для них используют клинки с узким полотном, с остриём в верхней точке без скосов по обуху. В садовых ножах используют копьевидные и серповидные клинки. Отличительной особенностью клинков Opinel является их острота и предельно простая правка лезвия. Возможным это стало, благодаря строению «клин от обуха» и небольшой толщине клинка.

### Замок (фиксатор) клинка
Почти все складные ножи Опинель имеют фиксатор клинка оригинальной конструкции («Viroblock»), появившийся в 1955 году. Фиксатор представляет собой муфту с разрезом. Муфту располагают непосредственно в месте сопряжения клинка и рукояти. В открытом состоянии разрез на муфте совмещён с плоскостью клинка. Для фиксации клинка муфту необходимо провернуть.